# Raja Krishnamoorthi

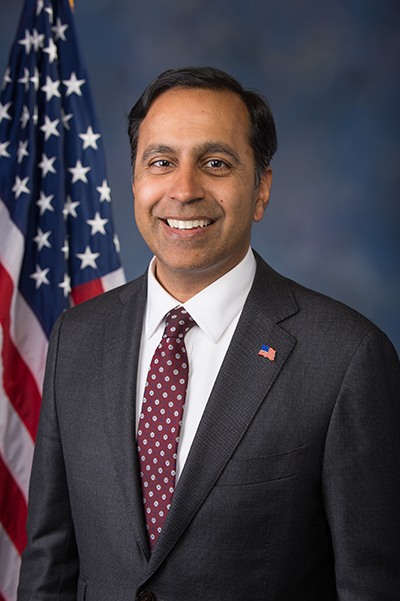
Raja Krishnamoorthi (2017)

Subramanian Raja Krishnamoorthi (* 19. Juli 1973 in Neu-Delhi, Indien) ist ein US-amerikanischer Politiker der Demokratischen Partei. Seit Januar 2017 vertritt er den 8. Kongresswahlbezirk des Bundesstaats Illinois im US-Repräsentantenhaus.

## Werdegang
Bereits drei Monate nach seiner Geburt kam Raja Krishnamoorthi mit seiner Familie in die Vereinigten Staaten, wo sich die Familie zunächst in Buffalo im Staat New York niederließ. Im Jahr 1980 zogen sie nach Peoria in Illinois. Zwischen 1990 und 1995 studierte er an der Princeton University das Fach Maschinenbau und absolvierte es mit einem Bachelor of Arts. Nach einem anschließenden Jurastudium zwischen 1997 und 2000 an der Harvard University, mit erfolgreichem Abschluss als Juris Doctor (J.D.), und seiner im Jahr 2000 erfolgten Zulassung als Rechtsanwalt begann er in diesem Beruf zu arbeiten. Zwischenzeitlich war er auch Sonderstaatsanwalt des Staates Illinois. Seit 2010 ist er Präsident der Firma Sivananthan Laboratories and Episolar Inc, die Technologien für militärische und zivile Kunden entwickelt und verkauft.
Krishnamoorthi lebt mit seiner Frau Priya und den drei Kindern in Schaumburg (Illinois).

## Politik
Politisch schloss sich Krishnamoorthi der Demokratischen Partei an. Zwischen 2002 und 2004 war er als Policy Director im Wahlkampfteam von Barack Obama, als dieser für den US-Senat kandidierte. Auch 2008 gehörte er zu Obamas Beratern im Präsidentschaftswahlkampf. Von 2007 bis 2009 war er stellvertretender State Treasurer von Illinois. 2012 kandidierte er noch erfolglos für den Kongress. Bei den Kongresswahlen des Jahres 2016 wurde er aber im achten Wahlbezirk von Illinois in das US-Repräsentantenhaus in Washington, D.C. gewählt, wo er am 3. Januar 2017 die Nachfolge von Tammy Duckworth antrat, die erfolgreich für den US-Senat kandidiert hatte. Die folgenden Wahlen 2018, 2020 und 2022 konnte er ebenfalls gewinnen. Er konnte auch die Kongresswahl 2024 in dem einen Teil der Northwest Side Chicsgos und Vororte Chicagos umfassenden Wahlkreis für sich entscheiden. Seine derzeitige Legislaturperiode dauert damit bis zum 3. Januar 2027 an.
Im Mai 2025 kündigte Krishnamoorthi an statt bei der Wahl zum Repräsentantenhaus 2026 anzutreten, sich in der Senatswahl 2026 um die Nachfolge von Senator Dick Durbin zu bewerben.

### Ausschüsse
Krishnamoorthi ist aktuell Mitglied in folgenden Ausschüssen des Repräsentantenhauses:
- Committee on Oversight and Reform
  - Economic and Consumer Policy (Vorsitz)
  - Environment
- Permanent Select Committee on Intelligence
  - Intelligence Modernization and Readiness
  - Strategic Technologies and Advanced Research
- Select Subcommittee on the Coronavirus Crisis

## Positionen
Im Mai 2023 war Krishnamoorthi Teil einer überparteilichen Gruppe, die ein Gesetz einführen wollte, das Mitgliedern des Kongresses verbietet, Aktien zu besitzen oder zu handeln.